# Плаја Фортуна (Порторико)
Плаја Фортуна (шп. Playa Fortuna) град је у америчкој острвској територији Порторико, острвској држави Кариба.

## Демографија
По попису из 2010. године број становника је 1.690, што је 347 (-17,0%) становника мање него 2000. године.
| Група             | 2000.         | 2010.         |
| Белци             | 27 (1,3%)     | 29 (1,7%)     |
| Афроамериканци    | 429 (21,1%)   | 519 (30,7%)   |
| Азијати           | 5 (0,2%)      | 6 (0,4%)      |
| Хиспаноамериканци | 2.007 (98,5%) | 1.647 (97,5%) |
| Укупно            | 2.037         | 1.690         |